# Slanke poelslak
De slanke poelslak (Omphiscola glabra) is een slakkensoort uit de familie van de Lymnaeidae. De wetenschappelijke naam van de soort is voor het eerst geldig gepubliceerd in 1774 door O.F. Muller.